# Dielocroce elegans
Dielocroce elegans is een insect uit de familie van de Nemopteridae, die tot de orde netvleugeligen (Neuroptera) behoort. 
Dielocroce elegans is voor het eerst wetenschappelijk beschreven door Martynova in 1930.